# زاميا شائكة
زاميا شائكة (الاسم العلمي: Zamia muricata) هي نوع من النباتات تتبع جنس الزاميا من الفصيلة الزامية.، تتواجد في كولومبيا وفنزويلا، وهذا النوع مهدد بخسارة موطنه.